# Jurij Romaniuk
Jurij Iwanowycz Romaniuk, ukr. Юрій Іванович Романюк (ur. 6 maja 1997 w obwodzie wołyńskim, Ukraina) – ukraiński piłkarz, grający na pozycji pomocnika lub obrońcy.

## Kariera piłkarska

### Kariera klubowa
Wychowanek Wołyni Łuck, barwy którego bronił w juniorskich mistrzostwach Ukrainy (DJuFL). 20 sierpnia 2014 rozpoczął karierę piłkarską w juniorskiej drużynie łuckiego klubu, a 20 marca 2016 debiutował w podstawowym składzie Wołyni. 5 lutego 2018 przeniósł się do Czornomorca Odessa. 11 grudnia 2018 opuścił odeski klub. 14 stycznia 2019 został piłkarzem SK Dnipro-1. 19 stycznia 2019 roku zasilił skład Ruchu Lwów.

## Sukcesy

### Sukcesy klubowe
SK Dnipro-1
- mistrz Ukraińskiej Pierwszej Ligi: 2018/19